# Individualistas que Tendem ao Selvagem
Individualistas que Tendem ao Selvagem, ITS é um grupo autodefinido como eco-extremista que surgiu no México no em 2011.
As autoridades mexicanas atribuíram-lhe algumas ações violentas, mas a maior parte dos ataques reivindicados pelo grupo têm sido desmentidos depois de investigações judiciais que acabaram por atribuir a outros grupos ou se qualificaram como crimes diferentes do terrorismo. Todavia, a dificuldade de conseguir informações pela imprensa faz com que qualquer atentado terrorista reivindicado pelo ITS chegue à opinião pública como um atentado verdadeiramente praticado por eles.

## Ideologia
No dia 3 de fevereiro de 2016, o ITS publicou um comunicado num blog chamado Maldición Eco-extremista. Nele se definiu como eco-extremista, acusando o progresso científico e tecnológico como o responsável pela devastação dos ecossistemas e também o desenvolvimento de uma civilização que se afasta da natureza. Tomando uma versão deformada da utopia do bom selvagem de Rousseau, eles afirmam defender o oposto que na visão utópica do grupo seria uma sociedade hipercivilizada que, nutridos de ideais anarquistas, vêem no assassinato de pessoas públicas ou de destaque ligadas com desenvolvimento tecnológico (e industrial) um meio para atingir o ideal do homem primitivo perfeito. Para reverter o progresso tecnológico que vêem como um processo de destruição do meio ambiente anunciaram que realizariam atentados contra qualquer politico, empresário ou acadêmico que seja responsável por assinar, autorizar, pesquisar ou difundir o progresso científico. O grupo ainda nesse comunicado afirmou que tinha iniciado suas atividades terroristas no ano de 2011, enviando cartas-bomba a professores universitários que se dedicam ao ensino da nanotecnología e outras ciências relacionadas em vários centros universitários do México.
A metodologia dos seus primeiros atentados assemelha-se à de Ted Kaczinsky, conhecido também como Unabomber, a quem o ITS reconhece como seu principal influenciador nesse momento. No entanto, outros grupos neoludistas ou anarcoprimitivistas mostram-se críticos e aparentemente chegam a pôr-se em contato com o próprio Kaczinsky, que em 2012 escreve uma carta mordaz contra o ITS criticando a sua ingênua proposta de ação revolucionária, e também aponta uma inobservância dos movimentos sociais ao longo da história.
No ano de 2014 ITS anuncia uma nova fase e faz um comunicado público anunciando sua união com vários grupos eco-anarquistas. No entanto, é durante essa nova fase quando a maioria de seus atentados reivindicados são depois desmentidos pelas investigações policiais que atribuem aos seus verdadeiros responsáveis.  
Presume-se que o ITS tenham ampliado a sua influência do México a vários países europeus e latino-americanos, incluindo sua presença no Chile e no Brasil. A sua internacionalização ainda não tem sido verificada apenas pelos fatos da sua presença no Chile. O grupo também ainda não aparece na listagem de organizações terroristas internacionais do Conselho Europeu nem no do departamento de estado de EE.UU.

## Cronologia

### Atentados no México
No dia 27 de abril de 2011 uma carta bomba estourou na Universidade Politécnica do Vale do México em Tultitlán, México (estado), ferindo de gravemente um funcionário da universidade. O ITS reivindicou o atentado como o início de sua atividade terrorista, quem foi justamente fabricar e enviar artefatos explosivos para diversos pesquisadores em vários centros acadêmicos e universitários no México, Por sorte a maioria dos pacotes ou não estouararam ou foram neutralizados pela policia.
Em 9 de agosto 2011 um pacote bomba detonou dentro do Instituto Tecnológico e de Estudos Superiores de Monterrey, Estado do México. O cientista Armando Herrera Corral sofreu ferimentos nas pernas, e como sequela ficou surdo. O catedrático Alejandro Aceves López sofreu ferimentos no rosto, nos braços, e um dos fragmentos do explosivo lhe perfurou o pulmão. As autoridades méxicanas atribuíram o atentado ao ITS.
No entanto, já nesta época o grupo começa a reivindicar atentados mediante mensagens e imprensa, que posteriormente se comprovou que não eram de sua autoria. Em 8 de novembro (daquele ano) Ernesto Méndez Salinas, pesquisador da UNAM, foi assassinado quando voltava para casa em seu automóvel. O crime, reivindicado pelo ITS por meio de mensagens e imprensa, porém, foi atribuído a um grupo de criminosos sem relação com o ITS. Posteriormente eles lançaram o seu quarto comunicado (em setembro de 2011), o ITS mencionou que faria um silêncio temporário e que não reivindicaria seus atentados durante esse período. Um mês depois uma pacote bomba estourou dentro de uma transportadora causando ferimentos a três trabalhadores que estavam com o pacote. As autoridades culparam o ITS, mas o grupo jamais reivindicou este atentado. No dia 13 de fevereiro 2013 o funcionário do Serviço Postal Mexicano, José Luis García Lua, sofreu um vários ferimentos ao abrir um pacote bomba que se encontrava dentro de uma caixa postal. A explosão lhe ocasionou o fraturamento de sua mão e queimaduras pelo corpo. O ITS reivindicou este atentado, mas as autoridades mexicanas não.
Depois de um lapso de inatividade, O ITS anunciou em agosto de 2014 sua união com vários grupos eco-anarquistas com fim pró-indigenistas, que recusam as consequências da colonização européia na América e a relaciona como a causa de todos os conflitos e prejuízos às populações autóctones (nativa). Baseando nesta visão utópica, o grupo entende que a civilização contemporânea resulta de algo alheio e nocivo, e por ser nocivo deve ser respondido com hostilidade. os terroristas nessa época se chamavam como Reação Selvagem (Reacción Salvaje em espanhol), mas só ficaram com este nome durante apenas um ano. Nesta época o grupo melhorou as suas mensagens a meios de comunicação nas suas reivindicações de atentados. Assim, durante o mês de abril de 2015 este grupo passou a reivindicar um grande numero de ataques e atos de vandalismo contra propriedades e instalações de telecomunicações, sem que as autoridades confirmassem autoria do mesmo de forma oficial. Em 2016 foi criado o blog Maldição Eco-Extremista (Maldición Eco-extremista em espanhol), onde se publicam comunicados extensos redigidos num estilo rebuscado.
Em junho desse mesmo ano ( 2016), O ITS concede a primeira entrevista por e-mail ao programa de radio Rádio Fórmula, depois do assassinato do Chefe do departamento de Serviços Químicos da Faculdade de Química da Universidade Nacional Autónoma de México (UNAM). Sua morte foi reivindicada pelo grupo terrorista alegando ter usado uma arma de fogo, mas a realidade foi diferente, ele foi apunhalado por um colega de trabalho durante uma discussão.
No ano seguinte, em maio de 2017, O ITS voltou a atribuir-se falsamente a autoria de mais um assassinato, através de uma entrevista concedida ao programa Rádio Fórmula novamente, nesta ocasião o da estudante universitária Lesvy Berlim Osorio que foi encontrada morta no dia três de maio daquele ano, seu corpo foi encontrado nas últimas instalações da UNAM, Cidade Universitária, na Cidade do México. No entanto, durante a investigação teve-se acesso a uma câmara de segurança que tinha captado uma discussão entre Lesvy Berlim e seu namorado. Na gravação vê-se que este último a golpeia. A autópsia determinou que a estudante faleceu por estrangulamento provocado por um fio de telefone. Depois dessas evidências as autoridades descartaram o atentado terrorista. No mesmo mês de maio de 2017 foi publicada uma terceira entrevista de membros da ITS na revista mexicana “Sempre!”.
Em fevereiro de 2019, uma série de atentados sem vítimas mortais volta a ser reivindicada pelo grupo mediante comunicados a imprensa local. No entanto, pouco depois, o presidente de México Andrés Manuel López Obrador, numa entrevista de imprensa convocada no dia 4 de março de 2019 para anunciar várias iniciativas de segurança, declarou que "não há informação recente sobre o grupo terrorista [ITS]. Tem-se informação que outras organizações estão a atuar e que estão a provocar atos de violência pelo México".

### Internacionalização
A partir de 2013 o ITS começou a reivindicar como seus atentados cometidos em outros países. Em 2013, 2014 e 2016, eles afirmam ter provocado depredação de imóveis urbanos e veículos policiais em Porto Alegre (Brasil). O ITS alega que esses atos de vandalismo são parte de sua luta armada internacional. No ano de 2016, a polícia da brasileira pôs em prática a Operação Erebo para lidar com os responsáveis pelos diversos atos de vandalismo (terrorismo de baixa intensidade). Várias casas privadas foram atingidas pelo vandalismo ou foram ocupadas, além de terem sido encontrados diversos materiais para preparação de explosivos e publicações de cunho anarquista. Também foram realizadas várias detenções de pessoas abertamente ligadas ao anarquista. Nenhum deles era membro do ITS.Dentre os envolvidos estavam brasileiros e estudantes intercambistas bolivianos, chilenos, uruguaios, franceses, entre outros. Devido às ações tomadas, anarquistas em solidariedade manifestaram o seu descontentamento e publicaram editoriais da Biblioteca Anárquica Kaos localizada em Porto Alegre e que aparentemente não têm relação com o ITS. Em seu blog Maldición Eco-extremista, o grupo fez no mínimo três reivindicações de atentados apenas em Porto Alegre, no Brasil. 
O Brasil lançou um plano de ações contraterroristas posteriormente, mas, ao invés do defendido pelo ITS, esse plano de ações não foi em resposta às suas atividades criminosas e nem de outros grupos. Foi apenas mais uma forma de proteção e controle policial interno, de acordo com análises de vários meios de comunicação.
Dois anos mais tarde, em 25 de dezembro de 2018, o Batalhão de Operações Policiais Especiais do Rio de Janeiro desativou de maneira segura uma bomba caseira que se localizava na frente do Santuário Menino Jesus em Brasília, esta tentativa de atentado terrorista foi reivindicada pelo ITS. Pouco tempo depois, três pessoas foram detidas como supostos autores da tentativa de atentado. As autoridades brasileiras não confirmaram que a autoria tenha sido de qualquer grupo terrorista; apenas alegou que a tentativa de atentado faz parte de uma onda de incidentes realizados por facções criminosas, com o fim de deter a eleição de Jair Bolsonaro como Presidente da República. Bolsonaro se elegeu e tomou posse no dia 1º de janeiro de 2019. Meses mais tarde, em 28 de abril, dois camiões pertencentes ao IBAMA foram queimados e o ITS reivindicou o ato, além de outras sabotagens de outras infraestruturas no Parque Nacional de Brasília. Num comunicado o ITS responsabiliza-se pelo atentado de baixa intensidade em Brasília mas que não chegou até a imprensa brasileira. O governo atribui o ato a protestos de funcionários do IBAMA e do ICMBIO, que vêem descontentes perante a politica de conservação do meio ambiente da selva brasileira adotadas por Jair Bolsonaro. O próprio presidente anuncia uma faxina nessas instituições o que gerou protestos no dia seguinte as suas afirmações. Na mesma semana do ocorriso se tornou público que a ministra Damares Alves da Mulher, Família e Direitos Humanos e o ministro Ricardo, do Meio Ambiente têm recebido ameaças de por parte de supostas células eco-terroristas e que estas estão a ser investigadas.
No Chile, uma suposta célula do ITS enviou no dia 13 de janeiro de 2017 um pacote explosivo ao então presidente da empresa mineira chilena Codelco, Óscar Landerretche, que ao explodir é ferido levemente. A autoria do ITS é recolhida em numerosos meios chilenos mas que o mesmo (Landerretche) não acredita na possibilidade da existência de um grupo com essas características no Chile. Landerretche responsabiliza a “interesses maiores”, interpretando a ação a reivindicação do grupo como uma tentativa de ataque de bandeira falsa. No ano seguinte em 7 de setembro de 2018, um artefato explosivo foi detonado na Faculdade de Agronomia da Universidade do Chile sem causar danos ou lesões, este atentado foi reivindicado pelo ITS num comunicado em seu blog. Meses mais tarde em 4 de janeiro de 2019, um pacote explosivo detonou em um ponto de ônibus em Santiago de Chile ferindo pelo menos 5 pessoas. O ITS responsabilizou-se pelo atentado sendo reproduzida sua reivindicação em numerosos meios de comunicação chilenos. No entanto, este não foi um caso isolado, houve mais incidentes envolvendo os meios de transportes coletivos no Chile, alguns deles os responsáveis continuam no anonimato. O governo chileno não confirmou a autoria desses atentados para nenhum grupo terrorista.
Em 9 de maio de 2019, o presidente do conselho de administração do Metrô, Louis de Grange, saiu ileso de uma tentativa de atentado quando recebeu um artefato explosivo que é que desativado pelos policiais Os-9 (departamento de investigação de organizações criminosas) da polícia chilena  Pouco tempo depois o ITS publica um comunicado mostrando imagens do suposto pacote explosivo e reivindicando a autoria do atentado. Porém as autoridades chilenas condenam o atentando terrorista e anunciaram o início da investigação, mas não confirmam que ITS ou qualquer outro grupo terrorista fosse o autor do atentado. Mais tarde, numa entrevista a um dos advogados que representam a Landerretche, se revela que a investigação de ambos atentatos terroristas estão vinculados mas as autoridades chilenas mantem discrição e preferem não nomear a autoria dos mesmos. Já em 29 de maio de 2019, o presidente de Chile, Sebastián Piñera, aproveita os atentados para apresentar no Congresso um projeto de lei antiterrorista que contêm um pacote de medidas que pode afetar o cotidiano dos cidadãos chilenos.
Na Europa, a polícia escocesa realizou uma explosão controlada de um artefato explosivo que se encontrava perto do castelo de Edimburgo em 11 de janeiro de 2018. O ITS reivindicou o atentado terrorista através de uma postagem em seu blog e também pelo envio de e-mails a imprensa local. No entanto, semanas depois do ocorrido a polícia capturou um militante de extrema-direita, que foi acusado de fabricar bombas caseiras. Depois de condenado, Peter Morgan, de 35 anos, está preso. No final desse mesmo ano, no Natal de 2018, uma bomba explode na frente da igreja ortodoxa (Agios Dionysios) em Atenas (Grécia). O ITS atribuiu-se a autoria do atentado num primeiro momento, mas posteriormente foi comprovado que teria sido realizado por algum grupo de extrema esquerda que vem milita contra as instituições religiosas gregas e já vinha cometendo atentatos durante o Natal.